# Death Note: The Last Name
Death Note: The Last Name (デスノート the Last name, Desu Nōto the Last name) é um filme japonês de suspense e fantasia sombria de 2006 dirigido por Shinsuke Sato e escrito por Tetsuya Oishi, com base no manga homônimo escrito por Tsugumi Ohba e ilustrado por Takeshi Obata. Este é uma continuação do primeiro filme Death Note, conta sobre um estudante universitário chamado Light Yagami que decide livrar o mundo do mal com a ajuda de um caderno sobrenatural que mata qualquer pessoa cujo nome for escrito nele. O filme foi produzido pela Nippon Television, e distribuído pela Warner Bros.. Um spin-off, L: Change the World, foi lançado em 2008. Uma sequência, Death Note: Light Up the New World, foi lançado em 2016.

## Enredo
O filme começa com a Misa recebendo um segundo Death Note. Mais tarde, Misa, usando seus olhos de Shinigami, mata Mogi e dois policiais. Light e Rem planejam matar L e Watari. Depois que ambos morrem, Rem morre por intencionalmente matar alguém para ajudar um humano, Misa. Mais tarde é revelado que L não morreu, pois ele escreveu seu nome no caderno anteriormente afirmando que, "L Lawliet vai morrer em 23 dias a partir desta data". Depois de L provar que Light é Kira, Light pede para Ryuk matar L e os outros policiais. Ryuk concorda, mas, em seguida, na verdade ele escreve o nome de Light no Death Note, dizendo a Light que qualquer pessoa que usa o Death Note é banido do céu e do inferno e em vez disso vai passar a eternidade como 'nada'. Light morre nos braços de seu pai, pedindo-lhe para acreditar que ele agia de forma para realizar a justiça. O filme termina 23 dias depois, com L morrendo pacificamente.

## Elenco
- Tatsuya Fujiwara como Light Yagami
- Kenichi Matsuyama como L
- Erika Toda como Misa Amane
- Shidou Nakamura (voz) como Ryuk
- Shunji Fujimura como Watari
- Shinnosuke Ikehata (voz) como Remu

## Recepção
O filme estreou em 3 de novembro de 2006, e imediatamente liderou as bilheterias japonesa, permanecendo em primeiro lugar durante quatro semanas seguidas, e arrecadou 5,5 bilhões de ienes no Japão até o final do ano, e foi uma dos filmes de maior bilheteria japonesa do ano.
Christy Lee S.W. do The Star, em sua crítica ao filme, declarou que Kaneko "fez um bom trabalho" no ritmo do filme, acrescentando que o aumento do ritmo no final fez parte do conteúdo difícil de entender. Ela também disse que o roteirista Tetsuya Oishi fez com que os personagens fossem "bem desenvolvidos" e fáceis de criar empatia.